# (13682) Pressberger
(13682) Pressberger est un astéroïde de la ceinture principale.

## Description
(13682) Pressberger est un astéroïde de la ceinture principale. Il fut découvert le 10 août 1997 à Linz par Erich Meyer et Herbert Raab. Il présente une orbite caractérisée par un demi-grand axe de 3,19 UA, une excentricité de 0,10 et une inclinaison de 2,8° par rapport à l'écliptique.
Il est nommé d'après Rudolf Pressberger (de).

## Compléments